# Grotte di Castro
Grotte di Castro est une commune de la province de Viterbe dans le Latium en Italie.

## Origine du nom
Le terme « Grotte » vient de la présence de nombreuses cavités dans la roche et « di Castro » fait référence au duché de Castro à qui appartient la ville au XVIe siècle.

## Économie
Grotte di Castro est un centre de production de vin, de pommes de terre et de lentilles. 

## Administration
| Période                                  | Période  | Identité           | Étiquette     | Qualité |
| ---------------------------------------- | -------- | ------------------ | ------------- | ------- |
| 14 juin 2004                             | En cours | Alessandro Viviani | Centro-Destra |         |
| Les données manquantes sont à compléter. |          |                    |               |         |

### Hameaux
Mortaro.

### Communes limitrophes
Acquapendente, Gradoli, Onano, San Lorenzo Nuovo.